# نادي تريمو تربنجه لكرة اليد
نادي تريمو تربنجه لكرة اليد هو نادي كرة يد في سلوفينيا تأسس في 1983. يلعب في الدوري السلوفيني لكرة اليد.

## وصلات خارجية
- الموقع الرسمي